# Rigas tekniska universitet
Rigas tekniska universitet (lettiska: Rīgas Tehniskā universitāte, kort RTU) är ett statligt tekniskt universitet i Lettlands huvudstad Riga. RTU har totalt 16 000 studenter. Rigas tekniska universitet startade 1862 som Polytechnikum Riga och var då det första polytekniska institutet i Ryssland och undervisade på tyska. 1896 gick det namnet Rigas polytekniska institut och undervisningen skedde på ryska. Under första världskriget flyttade verksamheten till Moskva. 1918 kom delar av fakulteten tillbaka och blev då en del av det nygrundade Lettlands universitet med Paul Walden som rektor. 1958 blev det åter en egen organisation. 
Bland tidigare studenter återfinns bland andra rymdpionjären Friedrich Zander, arkitekten Moisej Ginzburg, konstnären El Lisitskij, arkitekten Eižens Laube, Polens president Ignacy Mościcki och den polska generalen Władysław Anders. Nobelpristagaren Wilhelm Ostwald och Carl Friedrich Glasenapp arbetade på skolan.

## Bildgalleri

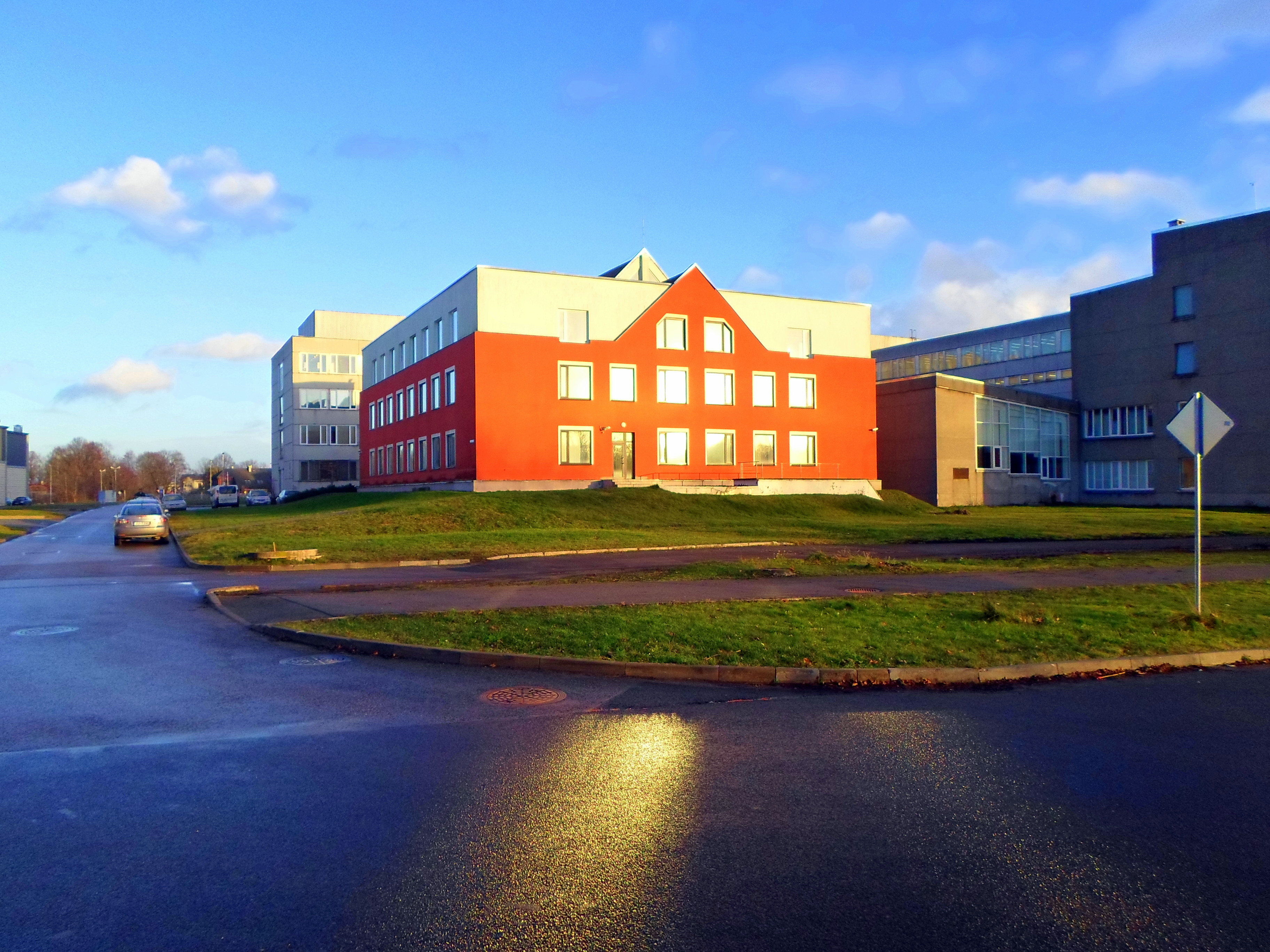
Det vetenskapliga biblioteket
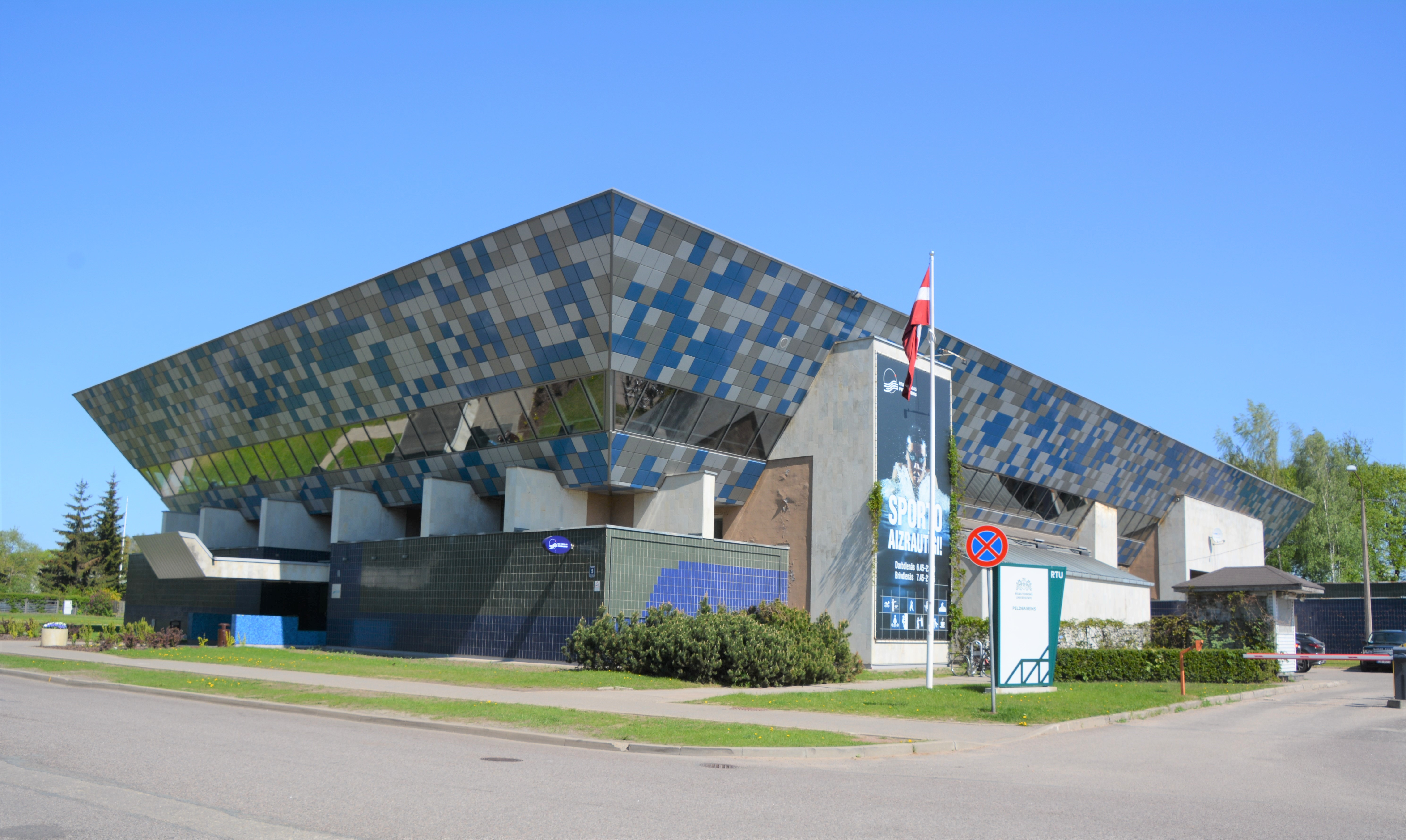
Rigas tekniska universitets simbadhus